# Lista odcinków serialu Wallander (2005)
Lista odcinków szwedzkiego serialu Wallander z 2006.

## Seria 1 (2005–2006)
| Lp. | Tytuł oryginalny  | Tytuł angielski     | Tytuł polski       | Data premiery        | Numer w serii |
| --- | ----------------- | ------------------- | ------------------ | -------------------- | ------------- |
| 01 | Innan frosten     | Before the Frost    | Nim nadejdzie mróz | 14 stycznia 2005     | #1,01         |
| Ktoś podpala żywcem stado łabędzi na jeziorze. Dodatkowo, dość niespodziewanie dochodzi do zaginięcia miejscowej miłośniczki przyrody. Wkrótce potem w potworny sposób zostaje zamordowana młoda lekarz ginekolog. Kurt Wallander wraz z nowo mianowaną policjantką Lindą – prywatnie jego córką-jedynaczką – muszą się zmierzyć z religijnym fanatykiem, który na swój okrutny sposób odczytuje wolę bożą. Zagadkę trzeba rozwiązać szybko, zanim pojawią się następne ofiary. W tle, pierwszy w Szwecji ślub pary homoseksualistów. Lindę niepokoi dziwne zachowanie jej przyjaciółki z dzieciństwa, z którą zamieszkała po zakończeniu edukacji w szkole policyjnej. |                   |                     |                    |                      |               |
| 02 | Byfånen           | The Village Idiot   | Wioskowy głupek    | 3 sierpnia 2005      | #1,02         |
| Do banku w centrum Ystad wchodzi mężczyzna w dziwacznym kapeluszu z piórem, ubrany jak Indianin. Wokół ciała ma przyczepione ładunki wybuchowe i grozi ich zdetonowaniem, jeżeli bank nie przeleje dużej sumy na wskazane konto. Zamachowiec jest dobrze znany pracownicom banku, policji oraz mieszkańcom miasta i powszechnie uważany za niegroźnego wariata. Wallander nie ma wątpliwości, że ktoś się nim posłużył. |                   |                     |                    |                      |               |
| 03 | Bröderna          | The Brothers        | Bracia             | 7 września 2005      | #1,03         |
| Ktoś w okrutny sposób morduje małżeństwo Olofa i Karolinę Wranglerów w ich posiadłości. Ślady wskazują, że Karolina była przed śmiercią torturowana i gwałcona na oczach męża. Kto ich zabił i dlaczego?! Przełożeni Wallandera naciskają na jak najszybsze zakończenie śledztwa. Kurt, wspierany przez Lindę oraz sierżanta Lindmana zaczyna podejrzewać, że ślady prowadzą do wydarzeń sprzed 20 lat. |                   |                     |                    |                      |               |
| 04 | Mörkret           | The Darkness        | Mrok               | 12 października 2005 | #1,04         |
| W samochodzie zostawionym na przystanku autobusowym znaleziono kilkuletniego chłopca, jego ojciec zaginął. Linda, badając samobójstwo kilkunastoletniej córki zaginionego, natrafia jednocześnie na próbę samobójczą innej dziewczyny z tej samej szkoły. Policjantka angażuje się coraz bardziej w tę sprawę, gdy krok po kroku odkrywa mroczną prawdę o losach uczennic tej szkoły. |                   |                     |                    |                      |               |
| 05 | Afrikanen         | The African         | Afrykanin          | 16 listopada 2005    | #1,05         |
| Partia Socjaldemokratyczna rozpoczyna w Skanii kampanię wyborczą, na spotkaniach wyborczych poruszane są wątki rasizmu i ruchów anty-imigranckich. Tymczasem w pociągu towarowym w Świnoujściu znaleziono martwego Afrykańczyka. Wszystko wskazuje na to, że mężczyzna został zamordowany w Szwecji – to właśnie z Ystad, przeprawą promową, nadjechał pociąg. Śledztwo przejmuje Kurt Wallander. |                   |                     |                    |                      |               |
| 06 | Den svaga punkten | The Tricksters      | Słaby punkt        | 15 marca 2006        | #1,06         |
| Samotny, starszy farmer ulega okropnemu wypadkowi – umiera kopnięty przez własnego konia. Dla Wallandera sprawa nie jest jednak oczywista – według specjalistów do takiego wypadku nie powinno dojść, a sekcja zwłok wskazuje na zgoła inna przyczynę śmierci mężczyzny. Tropem do rozwiązania zagadki może być tajemnicza kobieta, która odwiedziła go tuż przed śmiercią. Tylko jak ją znaleźć? |                   |                     |                    |                      |               |
| 07 | Mastermind        | Mastermind          | Mastermind         | 13 grudnia 2005      | #1,07         |
| - brak opisu – |                   |                     |                    |                      |               |
| 08 | Fotografen        | The Photographer    | Fotograf           | 10 maja 2006         | #1,08         |
| Wallander zajmuje się sprawą morderstwa młodej Amerykanki, która pojawiła się na wernisażu wystawy światowej sławy szwedzkiego fotografa wojennego. Wiele wskazuje na romans obojga. Przybyłemu ze Stanów Zjednoczonych mężowi wiele czasu poświęca współczujący mu Wallander. Policjanci dochodzą jednak do wniosku, że motywów morderstwa trzeba szukać daleko poza Szwecją. |                   |                     |                    |                      |               |
| 09 | Täckmanteln       | The Container Lorry | Kontener           | 12 lipca 2006        | #1,09         |
| Policja odnajduje w lesie kontener, a w nim zwłoki grupy imigrantów, w tym dzieci. Sekcja wskazuje, że ofiary żyły jeszcze, gdy kontener został porzucony w lesie, a potem się podusiły. W plątaninie śladów Wallander musi odnaleźć trop do zleceniodawców i organizatorów przemytu żywego towaru. |                   |                     |                    |                      |               |
| 10 | Luftslottet       | The Castle Ruins    | Zamki na piasku    | 23 sierpnia 2006     | #1,10         |
| Starszy mężczyzna, któremu towarzyszą dwa psy, pobiera ze swego konta bankowego 20 milionów szwedzkich koron. Kilka dni później on i jego zwierzęta są już martwi. Pieniądze giną. Podejrzenia padają na sąsiada ofiary, ale wkrótce on także zostaje zamordowany – wraz z całą rodziną. Co kryje się za fasadą komfortowego apartamentowca Soldala? Wallander musi rozwiązać też tę zagadkę. |                   |                     |                    |                      |               |
| 11 | Blodsband         | The Black King      | Więzy krwi         | 25 października 2006 | #1,11         |
| Policja dostaje zgłoszenie o jachcie w porcie Ystad, która wygląda dosłownie jak rzeźnia – jest cały zalany krwią. Brakuje tylko ciała, jednak niebawem policja znajduje dryfującą szalupę ze zmasakrowanymi zwłokami kobiety. Trop prowadzi do mężczyzny, który był kiedyś związany z Lindą. Wallander wymaga od córki zaprzestania z nim kontaktów, ale później zmienia zdanie. A stara miłość nie rdzewieje. |                   |                     |                    |                      |               |
| 12 | Jokern            | The Joker           | Joker              | 1 listopada 2006     | #1,12         |
| Na plaży w pobliżu restauracji zastrzelono w nocy właścicielkę lokalu. Mordercę mogła widzieć jej 8-letnia córka. Policja podejrzewa zbrodnię na zlecenie i obawia się, że mała Cleo może zostać kolejną ofiarą płatnego mordercy. Poszlaki prowadzą do potężnego restauratora powiązanego być może ze światem przestępczym. W śledztwo zostaje włączony policjant z Malmö, który stosuje w śledztwie nielegalne, brutalne metody. Czy Stefan Lindman ulegnie jego urokowi? |                   |                     |                    |                      |               |
| 13 | Hemligheten       | The Secret          | Tajemnica          | 10 listopada 2006    | #1,13         |
| U zbocza góry znalezione zostaje ciało chłopca. Śledztwo nie daje jednoznacznej odpowiedzi na to, kto jest sprawcą zbrodni. Podczas zagłębiania się w świat wykorzystywanych dzieci detektywi muszą stawić czoło drzemiącym w nich demonom. Stefan zostaje zawieszony. Linda i Kurt starają się rozwikłać zagadki morderstw dzieci i zmierzyć się z bólem, gniewem i mrocznymi sekretami z przeszłości. |                   |                     |                    |                      |               |

## Seria 2 (2009–2010)
| Lp.          | Tytuł oryginalny | Tytuł angielski    | Tytuł polski    | Data premiery        | Numer w serii |
| ------------ | ---------------- | ------------------ | --------------- | -------------------- | ------------- |
| 14           | Hämnden          | The Revenge        | Zemsta          | 9 stycznia 2009      | #2,01         |
| -brak opisu- |                  |                    |                 |                      |               |
| 15           | Skulden          | The Guilt          | Wina            | 17 czerwca 2009      | #2,02         |
| -brak opisu- |                  |                    |                 |                      |               |
| 16           | Kuriren          | The Courier        | Kurier          | 15 lipca 2009        | #2,03         |
| -brak opisu- |                  |                    |                 |                      |               |
| 17           | Tjuven           | The Thief          | Złodziej        | 18 sierpnia 2009     | #2,04         |
| -brak opisu- |                  |                    |                 |                      |               |
| 18           | Cellisten        | The Cellist        | Wiolonczelistka | 19 września 2009     | #2,05         |
| -brak opisu- |                  |                    |                 |                      |               |
| 19           | Prästen          | The Priest         | Pastor          | 21 października 2009 | #2,06         |
| -brak opisu- |                  |                    |                 |                      |               |
| 20           | Läckan           | The Leak           | Przeciek        | 18 listopada 2009    | #2,07         |
| -brak opisu- |                  |                    |                 |                      |               |
| 21           | Skytten          | The Sniper         | Snajper         | 16 grudnia 2009      | #2,08         |
| -brak opisu- |                  |                    |                 |                      |               |
| 22           | Dödsängeln       | The Angel of Death | Anioł śmierci   | 20 stycznia 2010     | #2,09         |
| -brak opisu- |                  |                    |                 |                      |               |
| 23           | Vålnaden         | The Phantom        | Duch            | 24 marca 2010        | #2,10         |
| -brak opisu- |                  |                    |                 |                      |               |
| 24           | Arvet            | The Heritage       | Dziedzictwo     | 21 kwietnia 2010     | #2,11         |
| -brak opisu- |                  |                    |                 |                      |               |
| 25           | Indrivaren       | The Dun            | Haracz          | 16 czerwca 2010      | #2,12         |
| -brak opisu- |                  |                    |                 |                      |               |
| 26           | Vittnet          | The Witness        | Świadek         | 21 lipca 2010        | #2,13         |
| -brak opisu- |                  |                    |                 |                      |               |

## Seria 3 (2013)
| Lp.          | Tytuł oryginalny   | Tytuł angielski     | Tytuł polski         | Data premiery        | Numer w serii |
| ------------ | ------------------ | ------------------- | -------------------- | -------------------- | ------------- |
| 01           | Den orolige mannen | The Troubled Man    | Niespokojny człowiek | 11 stycznia 2013     | 1. 3,01       |
| -brak opisu- |                    |                     |                      |                      |               |
| 02           | Försvunnen         | The Disappeared     | Zaginiona            | 19 czerwca 2013      | 1. 3,02       |
| -brak opisu- |                    |                     |                      |                      |               |
| 03           | Sveket             | The Betrayal        | Zdrada               | 24 lipca 2013        | 1. 3,03       |
| -brak opisu- |                    |                     |                      |                      |               |
| 04           | Saknaden           | The Missing         | Strata               | 21 sierpnia 2013     | 1. 3,04       |
| -brak opisu- |                    |                     |                      |                      |               |
| 05           | Mordbrännaren      | The Murder Recorder | Podpalacz            | 25 września 2013     | 1. 3,05       |
| -brak opisu- |                    |                     |                      |                      |               |
| 06           | Sorgfågeln         | The Mourning Bird   | Smutny ptak          | 23 października 2013 | 1. 3,06       |
| -brak opisu- |                    |                     |                      |                      |               |